# Герб Австро-Угорщини
Ціса́рсько-королі́вський ге́рб (нім. Kaiserlich-königlich Wappen, угор. Császári-királyi címer) — герб Австро-Угорщини; був символом цієї країни за часів її існування з 1867 по 1918 роки. Двоголовий орел правлячого Дому Габсбургів-Лотаринзьких, використовувався загальними Імперськими та Королівськими установами дуалістичної монархії. Крім того, кожна із двох частин реального союзу мала свій герб.

## Герб двох складових країн
| Герб | Дата      | Використання           | Опис |
| ---- | --------- | ---------------------- | --- |
|      | 1915–1918 | Середній герб Австрії  | |
|      | 1915–1918 | Малий герб Австрії     | |
|      | 1915–1918 | Середній герб Угорщини | Так званий «ангел» з гербами Хорватії, Славонії, Далмації, Боснії і Герцеговини, Трансільванії, міста Рієка і Королівства Угорщини |
|      | 1915–1918 | Малий герб Угорщини    | |

## Регіональні герби
| Герб | Дата      | Використання                                        | Опис |
| ---- | --------- | --------------------------------------------------- | ---- |
|      | 1867–1918 | Богемське королівство                               |      |
|      | 1867–1918 | Королівство Хорватії-Славонії                       |      |
|      | 1867–1918 | Далмацьке королівство                               |      |
|      | 1804–1918 | Королівство Галичини і Лодомерії                    |      |
|      | 1867–1918 | Штирійське герцогство                               |      |
|      | 1878–1918 | Боснія і Герцеговина (Австро-Угорський кондомініум) |      |
|      | 1867-1918 | Буковинське герцогство                              |      |